# Bulinus hexaploidus
Bulinus hexaploidus е вид коремоного от семейство Planorbidae.

## Разпространение
Видът е разпространен в Етиопия.